# Grande Toronto

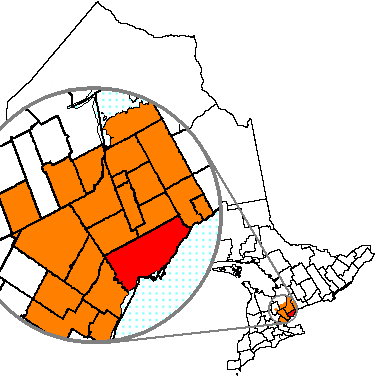
Mappa della Grande Toronto

La Grande Toronto (Greater Toronto Area in inglese, spesso abbreviato in GTA, Grand Toronto in francese) è la più popolosa area metropolitana del Canada.

## Geografia
La GTA è una zona di pianificazione provinciale, con una popolazione di 6 711 985 al censimento canadese del 2021.
La Grande Toronto è l'ottava più grande area metropolitana del Nord America. Oltre alla città di Toronto, comprende le municipalità regionali di Durham, Halton, Peel e York. Il termine GTA è entrato in uso solo a metà degli anni 1990.

## Suddivisione amministrativa

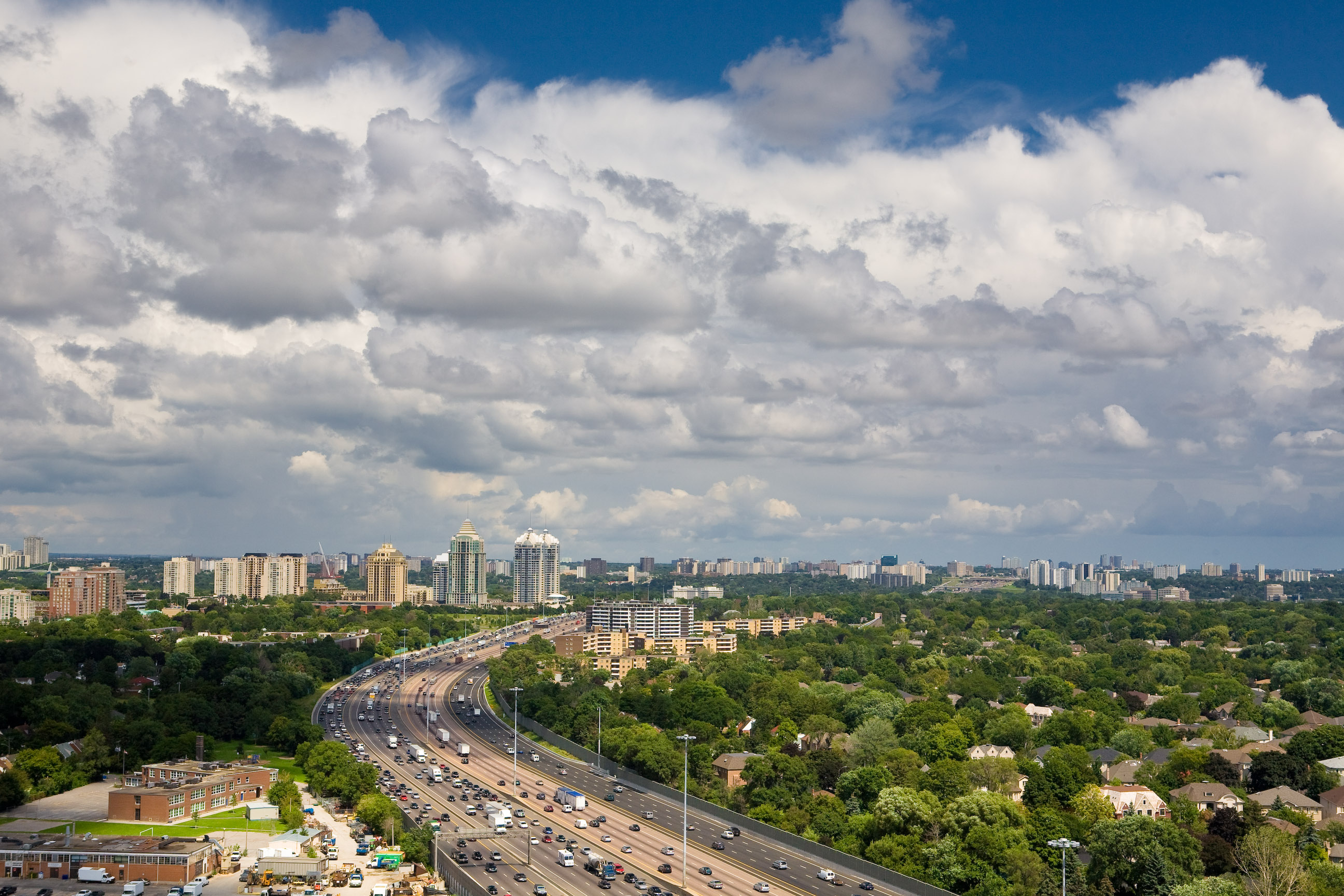
La Highway 401 è un'arteria essenziale per la Grande Toronto

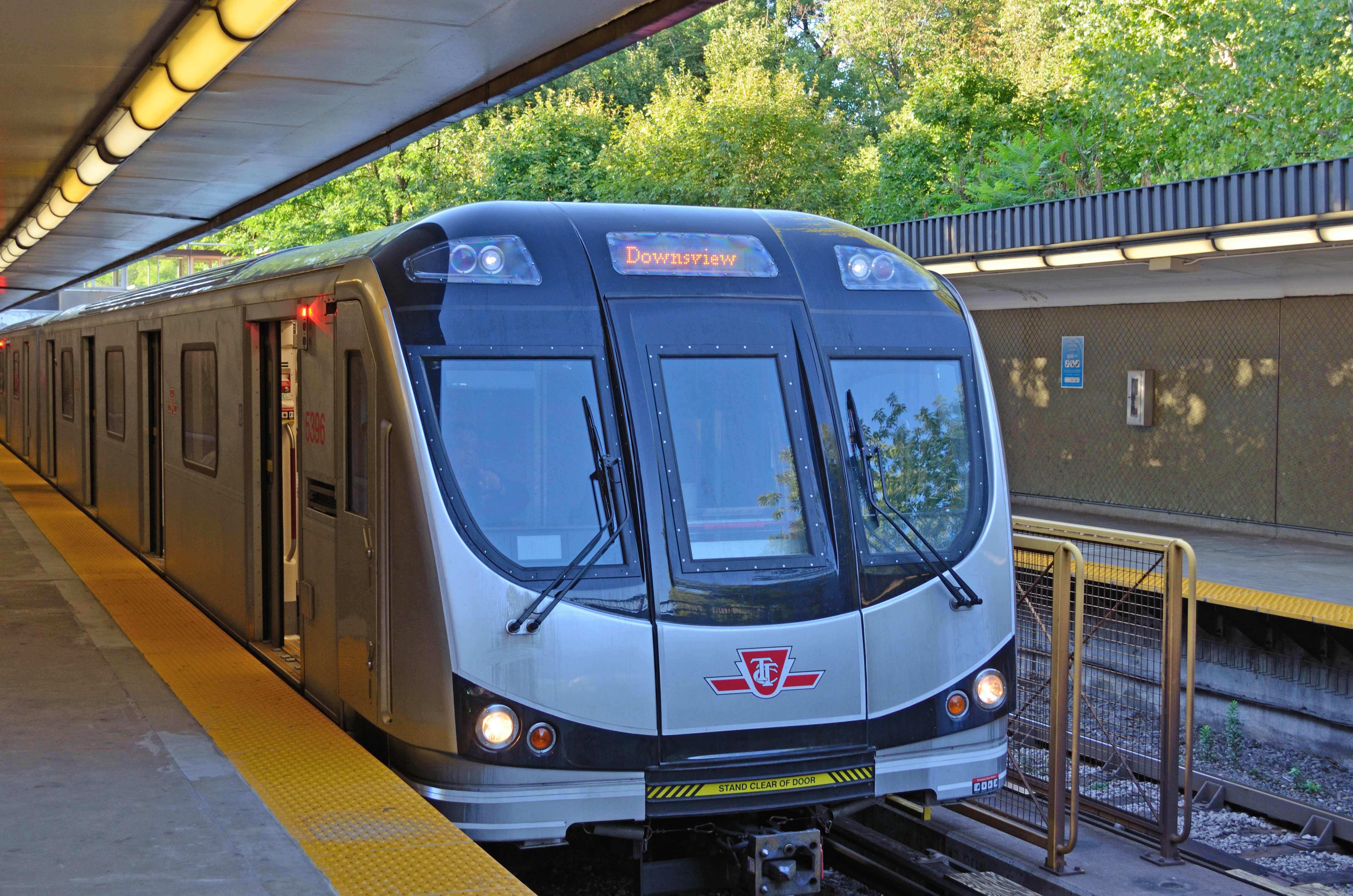
Un treno della metropolitana di Toronto

| Suddivisione del censimento | Popolazione 2011 | Densità 2011 | Popolazione 2016 | Densità 2016 | Popolazione 2021 | Densità 2021 |
| --------------------------- | ---------------- | ------------ | ---------------- | ------------ | ---------------- | ------------ |
| Ajax                        | 109.600          | 1.634,2      | 119.677          | 1.786,4      | 126.666          | 1.634,2      |
| Aurora                      | 53.203           | 1.068,8      | 55.445           | 1.112,3      | 62.057           | 1.241,1      |
| Brampton                    | 523.906          | 1.967,1      | 593.638          | 2.228,7      | 656.480          | 2,469,0      |
| Brock                       | 11.341           | 26,8         | 11.642           | 27,5         | 12.567           | 29,7         |
| Burlington                  | 175.779          | 946,8        | 183.314          | 987,3        | 186.948          | 1.004,4      |
| Caledon                     | 59.460           | 86,4         | 66.502           | 96,6         | 76.581           | 111,2        |
| Clarington                  | 84.548           | 138,3        | 92.013           | 150,5        | 101.427          | 166,0        |
| East Gwillimbury            | 22.473           | 91,7         | 23.991           | 97,9         | 34.637           | 141,4        |
| Georgina                    | 43.517           | 151,2        | 45.418           | 157,8        | 47.642           | 165,6        |
| Halton Hills                | 59.013           | 213,6        | 61.161           | 221,4        | 62.951           | 227,4        |
| King                        | 19.899           | 59,7         | 24.512           | 73,6         | 27.333           | 82,3         |
| Markham                     | 301.709          | 1.419,3      | 328.966          | 1.549,2      | 338.503          | 1.604,8      |
| Milton                      | 84.362           | 232,3        | 110.128          | 303,2        | 132.979          | 366,1        |
| Mississauga                 | 713.443          | 2.439,9      | 721.599          | 2.467,6      | 717.961          | 2.467,6      |
| Newmarket                   | 79.978           | 2.086,3      | 84.224           | 2.190,5      | 87.942           | 2.284,1      |
| Oakville                    | 182.520          | 1.314,2      | 193.832          | 1.395,6      | 213.759          | 1.538,5      |
| Oshawa                      | 149.607          | 1.027,0      | 159.458          | 1.094,9      | 175.383          | 1.027,0      |
| Pickering                   | 88.721           | 383,1        | 91.771           | 396,3        | 99.186           | 383,1        |
| Richmond Hill               | 185.541          | 1.838,0      | 195.022          | 1.928,8      | 202.022          | 2.004,4      |
| Scugog                      | 21.569           | 45,4         | 21.617           | 45,5         | 21.581           | 45,5         |
| Toronto                     | 2.615.060        | 4.149,5      | 2.731.571        | 4.334,4      | 2.794.356        | 4.427,8      |
| Uxbridge                    | 20.623           | 49,0         | 21.176           | 50,3         | 21.556           | 51,3         |
| Vaughan                     | 288.301          | 1.054,0      | 306.233          | 1.119,4      | 323.103          | 1.185,9      |
| Whitby                      | 122.022          | 832,7        | 128.377          | 875,4        | 138.501          | 944,2        |
| Whitchurch-Stouffville      | 37.628           | 182,3        | 45.837           | 222,3        | 49.864           | 241,6        |
| Total                       | 6.053.823        | 937,50       | 6.417.124        | 996,54       | 6.711.985        | 1.033,77     |

## Infrastrutture

### Trasporti
- Highway 400 – York, Toronto
- Highway 401 – Durham, Toronto, Peel, Halton
- Highway 403 – Peel, Halton
- Highway 404 – York, Toronto
- 407 ETR – Durham, Peel, York, Halton (toll route)
- Highway 409 – Toronto, Peel
- Highway 410 – Peel
- Highway 412 – Durham (toll route)
- Highway 427 – York, Toronto, Peel
- Queen Elizabeth Way – Peel, Halton, Toronto
- Gardiner Expressway – Toronto
- Don Valley Parkway – Toronto
- William R. Allen Road – Toronto

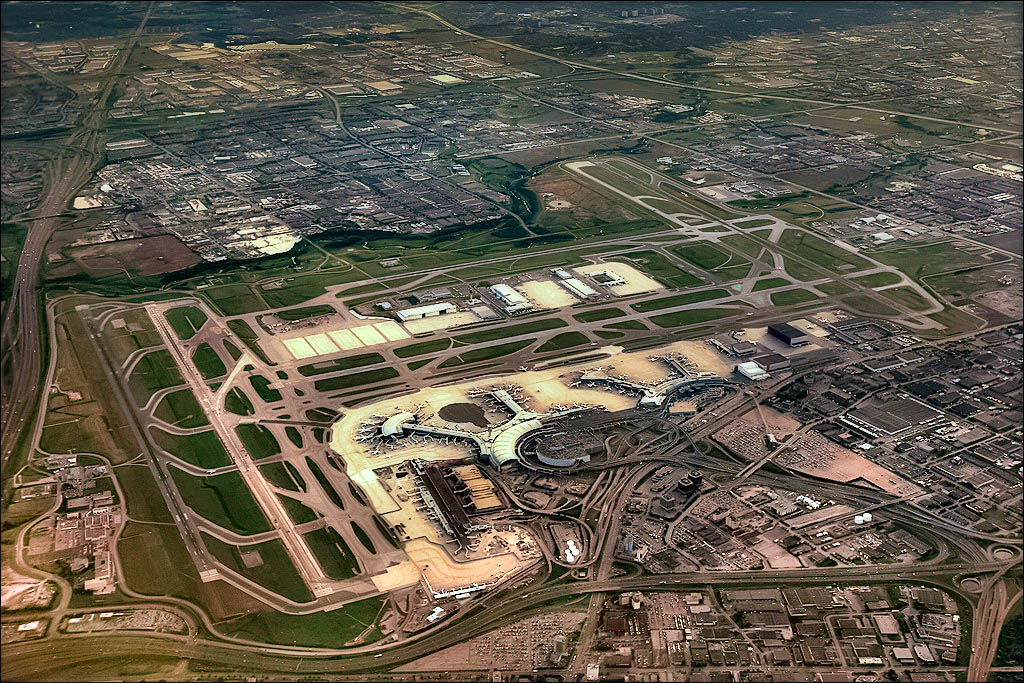
L'Aeroporto Internazionale di Toronto-Pearson è il principale aeroporto della Grande Toronto